# 오비히로 경마장

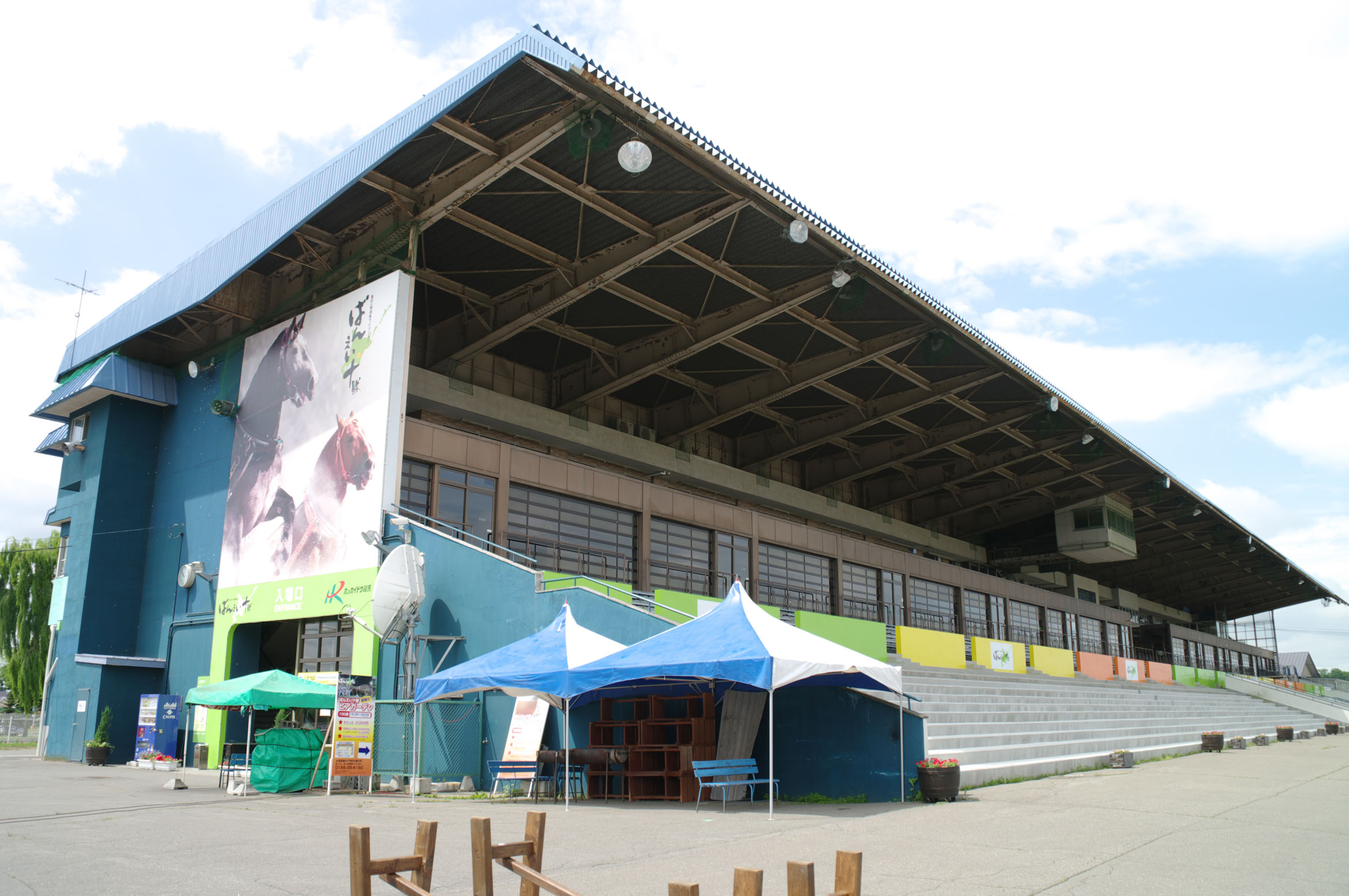
오비히로 경마장

오비히로 경마장(帯広競馬場)은 일본 홋카이도 오비히로시에 있는 반에이 경주 경마장이다.
한때는 홋카이도 경마와 반에이 경마를 병행하고 있었지만, 홋카이도 경마가 1997년에 개최를 종료했기 때문에 현재는 반에이 경마만 개최하고 있다. 다만 홋카이도 경마나 타지구의 광역장외 발매도 계속 하고 있는 것 외에도, 2013년 6월 8일부터 일본 중앙 경마회 (JRA)의 장외 발매도 시작했다.
부지 내에 병설된 말의 자료관에서는 반에이 경마나 말 문화의 역사를 알 수 있다. 관광 안내소도 병설하고 있으며 매일 무료로 공개하고 있다.